# Rátka
Rátka (deutsch: Ratkau) ist eine ungarische Gemeinde im Kreis Szerencs im Komitat Borsod-Abaúj-Zemplén.

## Geografische Lage
Rátka liegt in Nordungarn, 35 Kilometer nordöstlich des Komitatssitzes Miskolc und sechs Kilometer nordöstlich der Kreisstadt Szerencs. Nachbargemeinden sind Golop, Mád und Tállya.

## Geschichte
Im Jahr 1913 gab es in der damaligen Kleingemeinde 183 Häuser und 1021 Einwohner auf einer Fläche von 2013 Katastraljochen. Sie gehörte zu dieser Zeit zum Bezirk Szerencs im Komitat Zemplén.

## Gemeindepartnerschaften
- Beltiug, Rumänien
- Krzyżanowice, Polen
- Medzev, Slowakei
- Unterbalbach, Deutschland[3]

## Sehenswürdigkeiten
- Denkmal für deportierte Zwangsarbeiter (Málenkij robotra elhurcoltak emlékműve)
- Heimatmuseum (Tájház)
- Reliefdenkmal Szent István és Boldog Gizella
- Römisch-katholische Kirche Szent Anna, erbaut 1805–1807

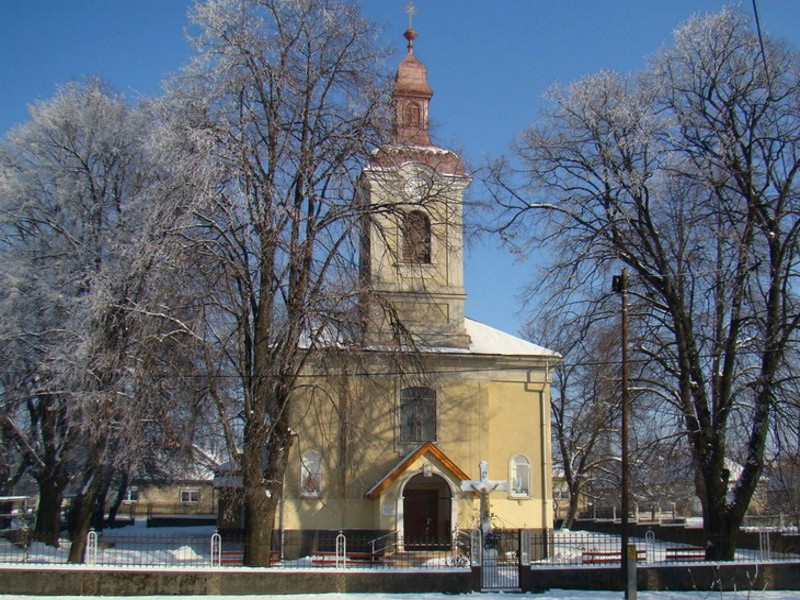
Römisch-katholische Kirche Szent Anna
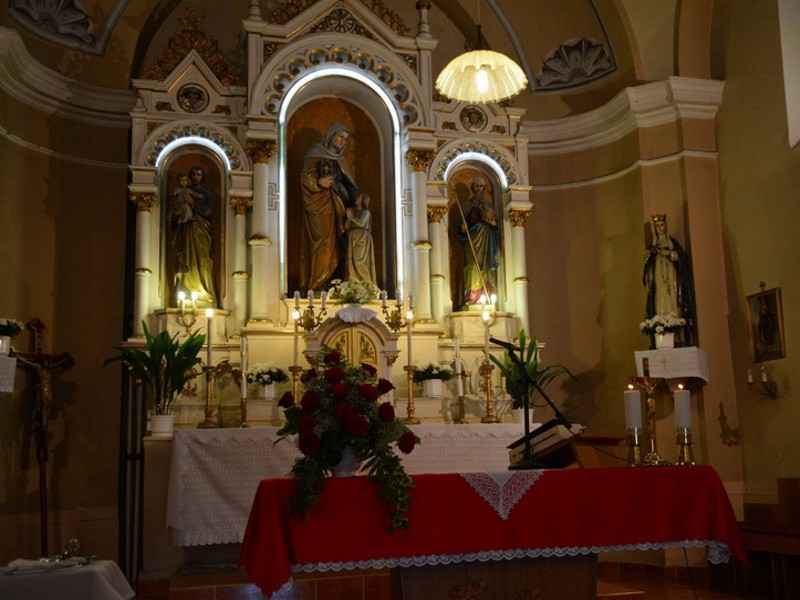
Innenraum der Kirche
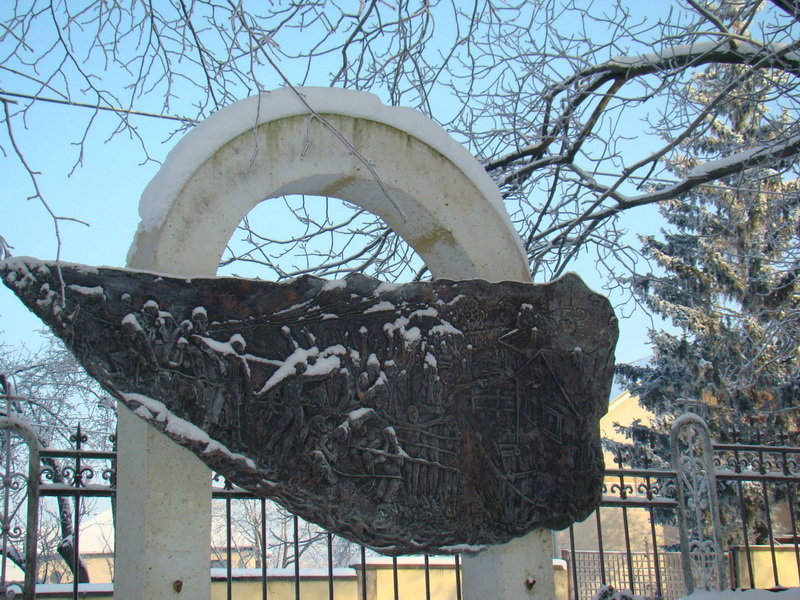
Denkmal für deportierte Zwangsarbeiter

## Verkehr
Durch Rátka verläuft die Landstraße Nr. 3712, östlich des Ortes die Hauptstraße Nr. 39. Es bestehen Busverbindungen nach Szerencs sowie über Tállya und Golop nach Abaújszántó. Zudem ist die Gemeinde angebunden an die Eisenbahnstrecke von Szerencs nach Abaújszántó.